# António dos Santos Rocha

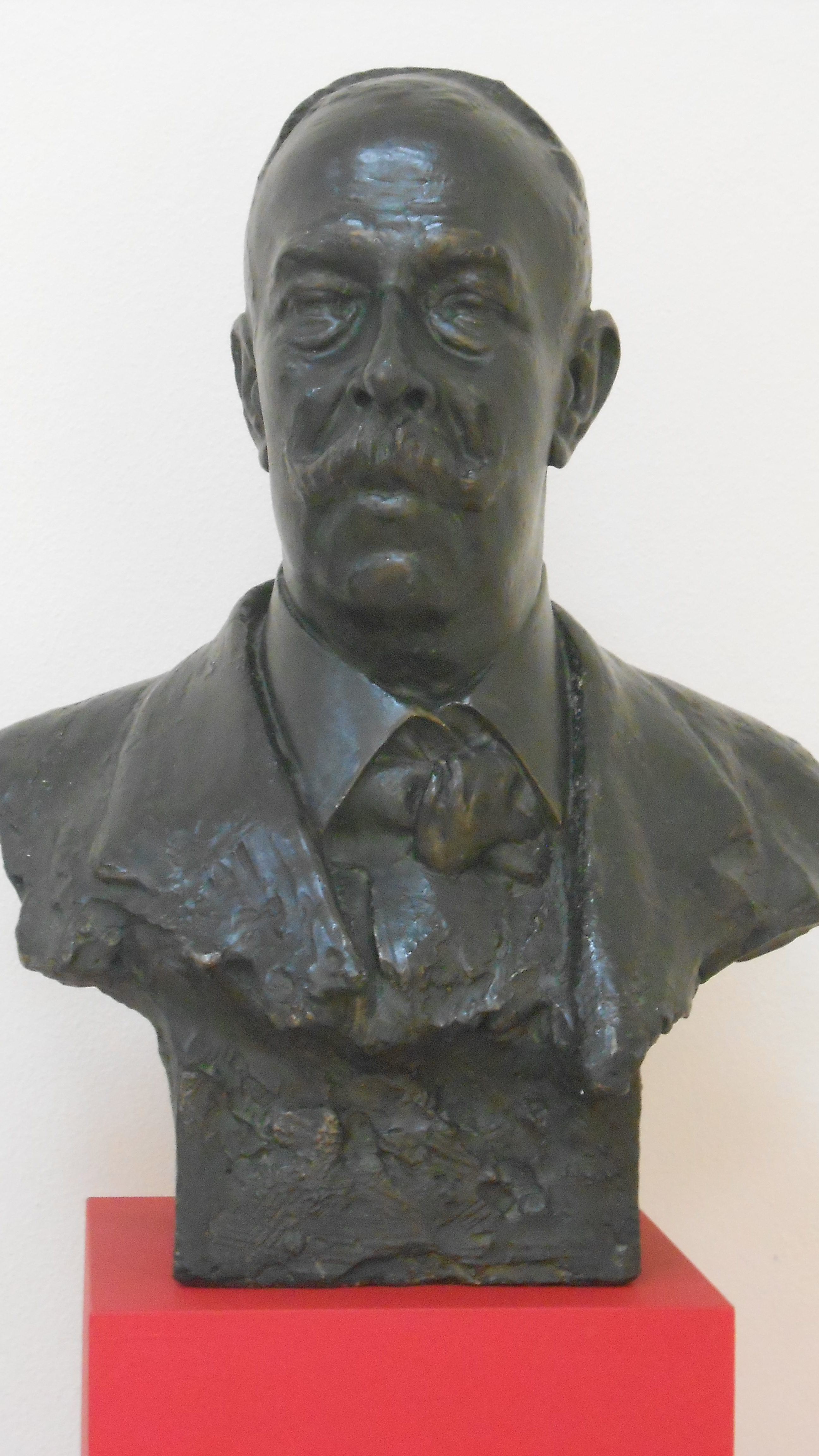
Büste des António dos Santos Rocha im Museu Municipal Santos Rocha, in Figueira da Foz

António dos Santos Rocha (* 30. April 1853 in Figueira da Foz; † 28. März 1910 ebenda) war ein portugiesischer Archäologe.

## Werdegang
Er beendete 1875 sein Jurastudium an der Universität Coimbra. Danach arbeitete er als Anwalt, widmete sich aber zunehmend der Archäologie, vornehmlich im Kreis Figueira, aber auch in anderen Gegenden der Beiras, im Alentejo und der Algarve. Als sein wichtigster archäologischer Fund ist hier Santa Olaia zu nennen.
Am 6. Mai 1894 wurde das Städtische Museum (heute Museu Municipal Santos Rocha) von Figueira da Foz eröffnet, auf Initiative einer Gruppe Intellektueller der Stadt unter Führung Rochas, der erster Direktor des Museums wurde. 1898 gründete Rocha mit einigen Gleichgesinnten die Archäologische Gesellschaft Sociedade Arqueológica da Figueira da Foz, zu deren Präsident er gewählt wurde. Sie wurde 1903 umbenannt in Sociedade Arqueológica Santos Rocha. Ihre Statuten legten die Ziele der Gesellschaft sehr genau fest. So sollte sie Forschungen und Ausgrabungen betreiben, die entsprechende Sammlung organisieren und Erwerb und Erhalt der Funde betreiben. Außerdem verpflichtete sich die Gesellschaft, die Ergebnisse ihrer Arbeit bekannt zu machen und den Austausch mit der wissenschaftlichen Gemeinschaft im In- und Ausland zu betreiben. Die Sammlung kann im heutigen Museu Municipal Dr. Santos Rocha in Figueira da Foz besichtigt werden.
Santos Rocha gilt als einer der Pioniere der wissenschaftlichen archäologischen Forschung in Portugal.